# Ločenice
Ločenice jsou obec v okrese České Budějovice v Jihočeském kraji. Leží zhruba osm kilometrů jihozápadně od Trhových Svin. Náleží oblasti Doudlebska. Žije zde 778 obyvatel.
Na západ od obce se nachází kopec Stráž (680 metrů).

## Název
Původní podoba názvu, Zločedice, odvozená od předpokládaného osobního jména *Zločada, byla již v pozdním středověku lidem nesrozumitelná a považovaná za spojení s předložkou z (z+Ločedice). V 15. a 16. století tak byla ves nazývána Ločedice; nynější tvar Ločenice je doložen k roku 1596.

## Historie
První písemná zmínka o vesnici pochází z roku 1360.

## Obyvatelstvo
| Rok            | 1869 | 1880  | 1890  | 1900  | 1910  | 1921  | 1930 | 1950 | 1961 | 1970 | 1980 | 1991 | 2001 | 2011 | 2021 |
| -------------- | ---- | ----- | ----- | ----- | ----- | ----- | ---- | ---- | ---- | ---- | ---- | ---- | ---- | ---- | ---- |
| Počet obyvatel | 965  | 1 029 | 1 132 | 1 184 | 1 191 | 1 174 | 997  | 768  | 734  | 620  | 647  | 570  | 576  | 616  | 728  |
| Počet domů     | 171  | 184   | 183   | 189   | 198   | 206   | 223  | 230  | 210  | 196  | 205  | 254  | 277  | 300  | 318  |

## Obecní správa

### Starostové
- 1991–1998 Vlastislav Matuška
- 2010–2014 Miluše Kleinová
- od 2014 Jaroslav Bína

## Části obce
Obec Ločenice se skládá ze dvou částí na dvou katastrálních územích.
- Ločenice (i název k. ú.)
- Nesměň (k. ú. Nesměň u Ločenic)

V letech 1850–1914 k obci patřil i Svatý Jan nad Malší.

### Obecní symboly
Znak a vlajka byly obci uděleny rozhodnutím předsedy Poslanecké sněmovny Parlamentu České republiky dne 31. ledna 2002.

## Pamětihodnosti
- návesní kaple svaté Anežky
- troje boží muka
- usedlost čp. 13